# Atletik under sommer-OL 2012 – spydkast mænd
Spydkast herrer under sommer-OL 2012 i London blev afholdt den 8. - 11. august 2012 på det Olympiske Stadion.

## Finale
| Placering | Atlet                | Nationalitet             | #1    | #2    | #3    | #4    | #5    | #6    | Resultat | Rekorder |
| --------- | -------------------- | ------------------------ | ----- | ----- | ----- | ----- | ----- | ----- | -------- | -------- |
| Guld      | Keshorn Walcott      | Trinidad og Tobago (TRI) | 83,51 | 84,58 | x     | 80,64 | x     | –     | 84,58    | NR       |
| Sølv      | Oleksandr Pjatnitsia | Ukraine (UKR)            | 77,47 | 81,61 | 84,51 | 81,53 | 81,01 | 83,53 | 84,51    |          |
| Bronze    | Antti Ruuskanen      | Finland (FIN)            | 79,60 | 81,09 | 81,60 | 81,97 | 84,12 | 79,88 | 84,12    |          |
| 4         | Vitezslav Vesely     | Tjekkiet (CZE)           | x     | 81,69 | 81,80 | x     | 80,32 | 83,34 | 83,34    |          |
| 5         | Tero Pitkämäki       | Finland (FIN)            | 77,33 | 82,68 | 80,67 | 80,46 | 82,80 | 82,53 | 82,80    |          |
| 6         | Andreas Thorkildsen  | Norge (NOR)              | x     | 82,63 | x     | 81,70 | x     | x     | 82,63    |          |
| 7         | Spiridon Lebesis     | Grækenland (GRE)         | 81,21 | 81,91 | 81,27 | 80,36 | x     | 79,45 | 81,91    |          |
| 8         | Tino Haber           | Tyskland (GER)           | 76,99 | 74,33 | 81,21 | 79,95 | 76,36 | 75,85 | 81,21    |          |
| 9         | Stuart Farquhar      | New Zealand (NZL)        | 76,80 | 76,64 | 80,22 | –     | –     | –     | 80,22    |          |
| 10        | Roderick Genki Dean  | Japan (JPN)              | x     | 79,95 | x     | –     | –     | –     | 79,95    |          |
| 11        | Ari Mannio           | Finland (FIN)            | 78,60 | 77,71 | x     | –     | –     | –     | 78,60    |          |
| 12        | Julius Yego          | Kenya (KEN)              | 72,59 | 77,15 | 74,08 | –     | –     | –     | 77,15    |          |